# Hôtel Le Peletier de Saint-Fargeau

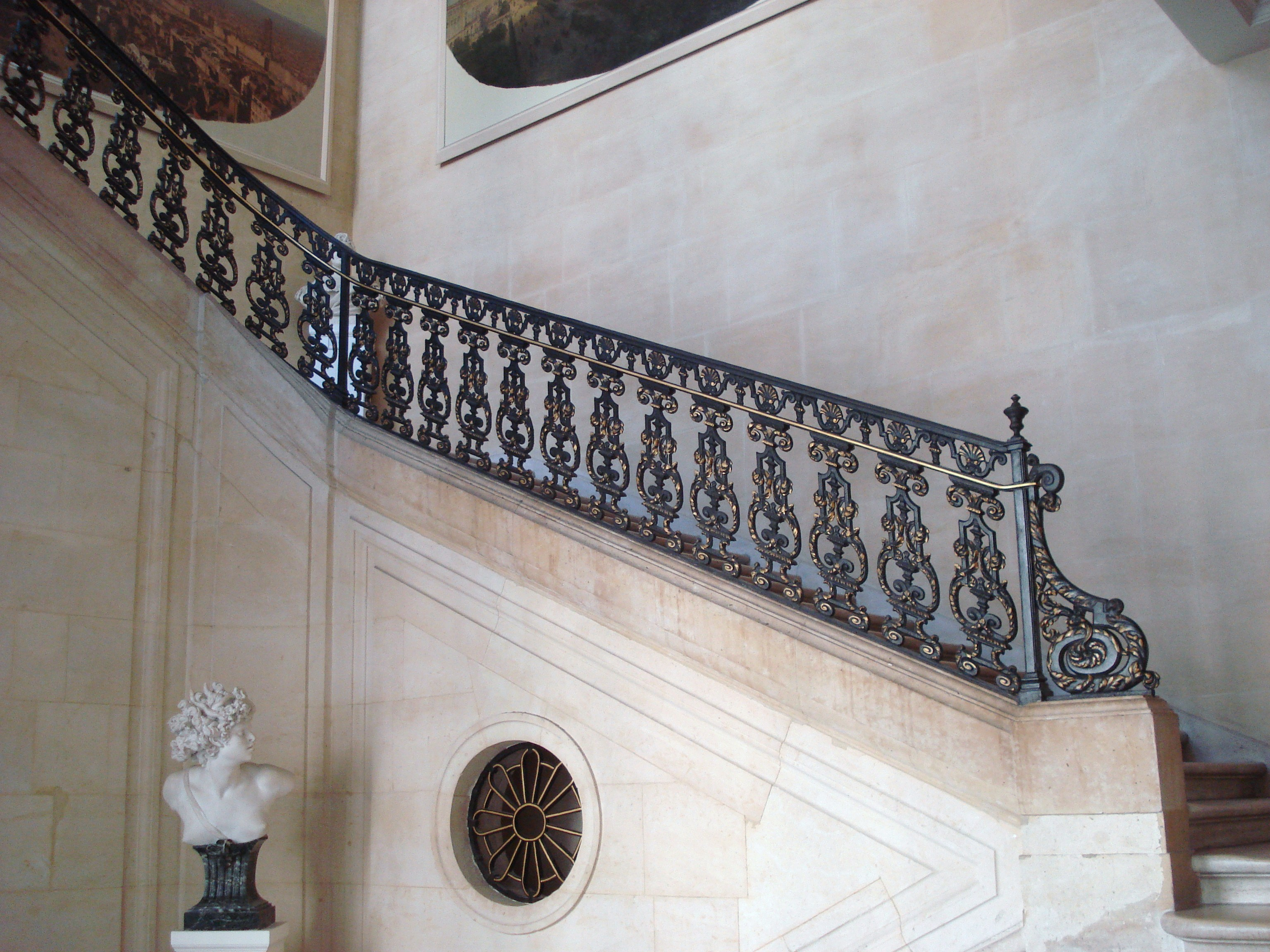
Vnitřní schodiště

Hôtel Le Peletier de Saint-Fargeau je městský palác v Paříži v historické čtvrti Marais ve 3. obvodu v ulici Rue de Sévigné. Od roku 1989 v něm vystavuje své sbírky Musée Carnavalet, které je zaměřeno na dějiny města Paříže. Palác je od roku 1925 chráněn jako historická památka.

## Historie
Pozemek, kde se dnes palác nachází, byl ve středověku součástí kláštera Sainte-Catherine. V roce 1545 byly pozemky rozprodány a rytíř Michel de Champrond zde nechal postavit první palác. Následně budova měnila majitele až ji v roce 1626 získal Geofroy Lhuillier d'Orgeval. Od jeho potomků dům koupil v roce 1686 finanční dozorce Michel Le Peletier de Souzy, který nechal starý dům strhnout a na jeho základech postavit novou budovu. Koupil rovněž několik přilehlých pozemků kvůli zvětšení zahrady a pro hospodářské budovy. Po jeho smrti v roce 1725 palác získal nejstarší syn Michel Robert Le Peletier des Forts (1675-1740), který byl v letech 1726-1740 generálním kontrolorem financí. Po něm vlastnil palác jeho syn Michel Étienne Le Peletier de Saint-Fargeau (1736-1778), generální advokát Pařížského parlamentu a po něm jeho syn Louis-Michel Le Peletier de Saint-Fargeau (1760-1793), prezident Pařížského parlamentu. Tento Louis-Michel Lepeletier byl během Francouzské revoluce politicky činný. Byl zvolen do Národního konventu, kde hlasoval pro popravu krále Ludvíka XVI. a byl zavražděn bývalým členem královy osobní stráže. Díky jeho angažovanosti zůstal palác v rukou rodiny po celou dobu revoluce. Jeho jediná dcera Suzanne Louise Le Peletier de Saint-Fargeau palác prodala v roce 1811. Nový majitel, technik Jean-Louis Lefèbre jej přestavěl na dílny. Po několika změnách vlastnictví během 19. století palác získalo v roce 1895 město Paříž a přestěhovalo sem Bibliothèque historique de la ville de Paris, která zde sídlila až do roku 1968, kdy se přesunula do paláce Angoulême Lamoignon. Palác získalo Musée Carnavalet, ale zůstal prázdný a v letech 1982-1989 prošel rekonstrukcí. Od té doby jsou zde umístěny sbírky období Velké francouzské revoluce, 19. a 20. století a v oranžérii jsou vystaveny archeologické nálezy. Nacházejí se zde rovněž konzervátorské dílny muzea.

## Architektura
Stavbou byl pověřen architekt Pierre Bullet. Palác se skládá z hlavní budovy mezi nádvořím a zahradou a dvěma křídly kolem nádvoří. Uprostřed fasády směrem do zahrady je trojúhelníkový fronton s alegorií Času, na nádvoří je obdobný fronton s basreliéfem znázorňujícím Pravdu. Budova i křídla mají dvě patra.
Portál na ulici Rue de Sévigné je zdobený bosáží a girlandami dubového listí a je zakončený trojúhelníkovým frontonem, kde je v kartuši monogram Michela Le Peletier.
Z interiéru paláce je nejzajímavější schodiště v levém křídle, které je pravděpodobně nejstarší v Paříži a malý pokoj vedoucí do zahrady zvaný Zlatý kabinet, jehož výzdoba pochází z období vlády Ludvíka XIV. Při rekonstrukci byly rovněž zachovány velké krby, dlažba a trámy jako doklad pařížských interiérů.